# Ibis de Ridgway
Plegadis ridgwayi
Espèce
Statut de conservation UICN

 LC  : Préoccupation mineure
L'Ibis de Ridgway (Plegadis ridgwayi) est une espèce d'oiseaux de la famille des Threskiornithidae.

## Nomenclature
Son nom commémore l'ornithologue américain Robert Ridgway (1850-1929).

## Répartition
Son aire s'étend à travers la puna.

## Alimentation
Pour s'alimenter, il chasse grâce à un sens du toucher très développé en sondant le sol à la recherche de crustacés et de vers.